# Elcho (Wisconsin)
Elcho – jednostka osadnicza w Stanach Zjednoczonych, w stanie Wisconsin, w hrabstwie Langlade.